# 密西根大学
密西根大学（简称：、或），坐落于美国密西根州安娜堡市，是一所成立于1817年的公立研究型大学，为美洲大学协会的创始院校之一。
密西根大学是世界顶尖的综合性研究型大学，在2020年自然指数的报告中，其研究输出位居美国第5位，仅次于哈佛大学、史丹福大学、麻省理工学院和加州大学伯克利分校。大学研究经费的数额为全美第2，美国联邦政府对大学研究资助的数额为全美第3。根据《US News》、世界大学学术排名、QS世界大学排名、泰晤士高等教育世界大学排名等主流学术排名，密西根大学的综合排名位居世界前30位。密西根大学是众多知名学术组织的成员，包括美洲大学协会（AAU）、大学研究协会（URA）等。密西根大学亦是最受学生欢迎的院校之一，每年的本科申请量超过80,000份，位列美国前10位。密西根大学医学院、法学院、工学院和教育学院都排在《US News》全美前10名。此外，根据《US News》的排名，密西根大学大部分专业都在全美前20名。除学术和科研之外，密西根大学也在泰晤士报评出的声誉排名中位列世界第15位。
密西根大学自建校以来，在国际上一直享有很高声誉，素有「西部的哈佛大學」、「美國公立大學的母親」等美譽。《US News》大学排名在1987年第一次发布时，密西根大学位居美国第7位，法学院排名位居美国第3位，仅次于耶鲁法学院跟哈佛法学院。在政治学和心理学上，「密西根学派」是与芝加哥学派、哥伦比亚学派齐名的三大学派。该校每年都会公布密西根大学消费者信心指数，是密西根大学罗斯商学院的一项成果。在2006年发布的华尔街日报工商管理硕士（MBA）排名中，罗斯商学院位列全美第1位。体育方面，密西根大学是美国历史最悠久的高校体育联盟—十大联盟的成员学校之一。
截止2020年10月，密西根大学的校友和教职研究人员中诞生了26名诺贝尔奖得主、6名图灵奖得主、2名菲尔兹奖得主、2名阿貝爾獎得主。
密西根大学是培养优秀华人学者的摇篮和聚集地之一。著名校友包括八位國內外國家元首或政府首腦，它培养了47名美國參議員、 218名美國眾議院議員、42名美國內閣秘書、41位美國各州州長、和26位在世的億萬富翁。密西根培养了华裔诺贝尔奖得主丁肇中，中国工程院首任院长朱光亚、物理学家吴大猷、化学家张存浩、航天技术和火箭发动机专家任新民、美国国家科学院海外院士朱敬一、历史学家黄仁宇等。

## 名稱
密西根大学于1817年成立時的章程上稱為「普世知識學院」（Catholepistemiad），後來改稱「密西根尼亞大學」（University of Michigania），並在1838年開始使用「密西根大学」的名稱至今。大学的拉丁文校名為「Universitas Michigania」，並以縮寫「Mic」出現在學位勳銜中，例如「LLD Mic」即是密西根大学授予的法學博士學位。
密西根大学董事會同時管理两所规模较小的公立区域性大学—密西根大学—迪尔伯恩和密西根大学—弗林特。根據密西根大學公共事務中心表示，密西根大學三個校區獨立運作，每個校區都有自己獨特的使命和優先事項，並在當地做出決策以滿足各個校區的需求。「密西根大学」一词通常是专指位於安娜堡的密西根大学，另外两个区域性公立大学的校名则会以地名作为后缀：「密西根大学—迪尔伯恩」和「密西根大学—弗林特」，以便区分。
此外，根據《密西根州憲法》，密西根大学董事会完全独立于密西根州政府，密西根大学董事会有权任命及罢免校长，所有大学事务不需要向密西根州州长报告，并可以通过校务会议直接掌控大学運作，這點与加利福尼亚大学、威斯康星大学、德克萨斯大学、北卡羅來納大學等公立大學系統不同。

## 历史

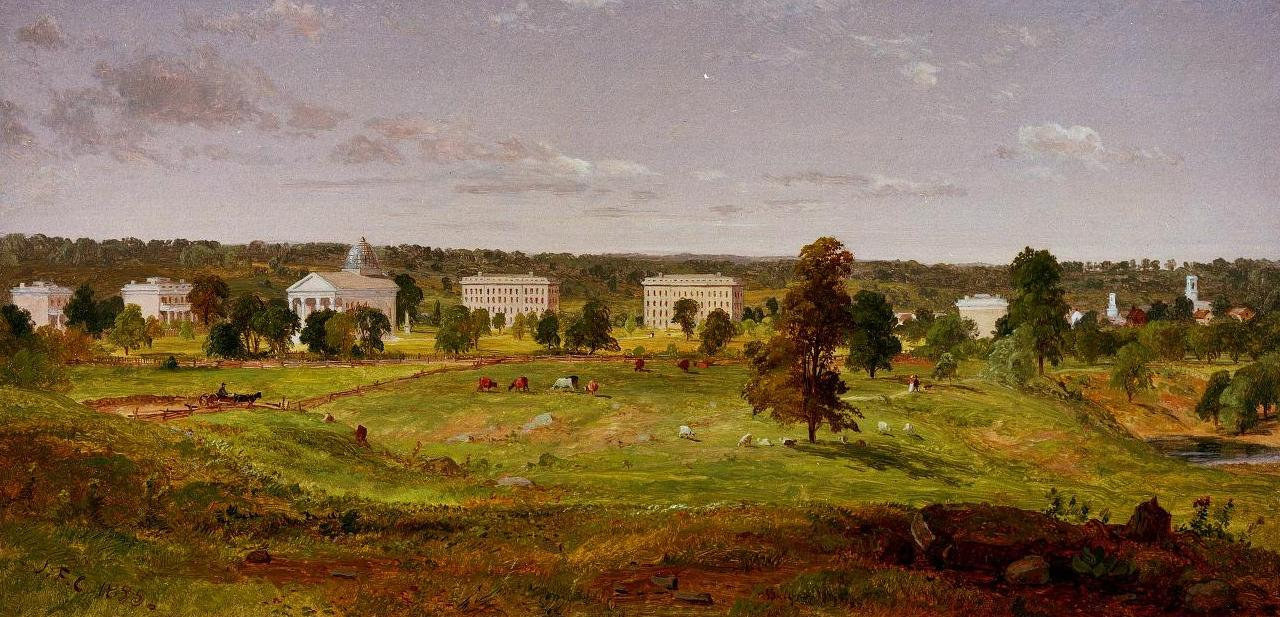
1855年的密芝根大学

密西根大学的创校法案由时任密西根领地首席法官奥古斯都·布雷沃特·伍德沃德在第三任总统托马斯·杰斐逊的辅导下草拟。后来，该法案于1817年8月26日通过，由密西根领地代理总督威廉·伍德布里奇、首席法官奥古斯都·布雷沃特·伍德沃德和法官约翰·格里芬签署成为法律，确立了密西根大学的成立。
大学最早的章程由首席法官奥古斯都·布雷沃特·伍德沃德制定，章程上的大学名称为「Catholepistemiad」（普世知识学院），以拿破仑一世建立的法兰西大学为蓝本。根据大学章程，大学校长不仅处理大学本身的事务，还有在整个密西根领地建立学院、图书馆，及博物馆等科教机构之权利。大学成立的目的是为新成立的密西根领地培养官僚。章程同时任命普林斯顿神学院的毕业牧师约翰·蒙特斯为大学的第一任校长。
密西根大学的成立与美国共济会有密切关联，除了大学的多位创办人是共济会会员之外，大学的第一橦教学楼亦由锡安共济会馆出资三份之二兴建。此外，在1817年9月15日，该会提供了一次性250美元及每年50美元的资金赞助大学运作。

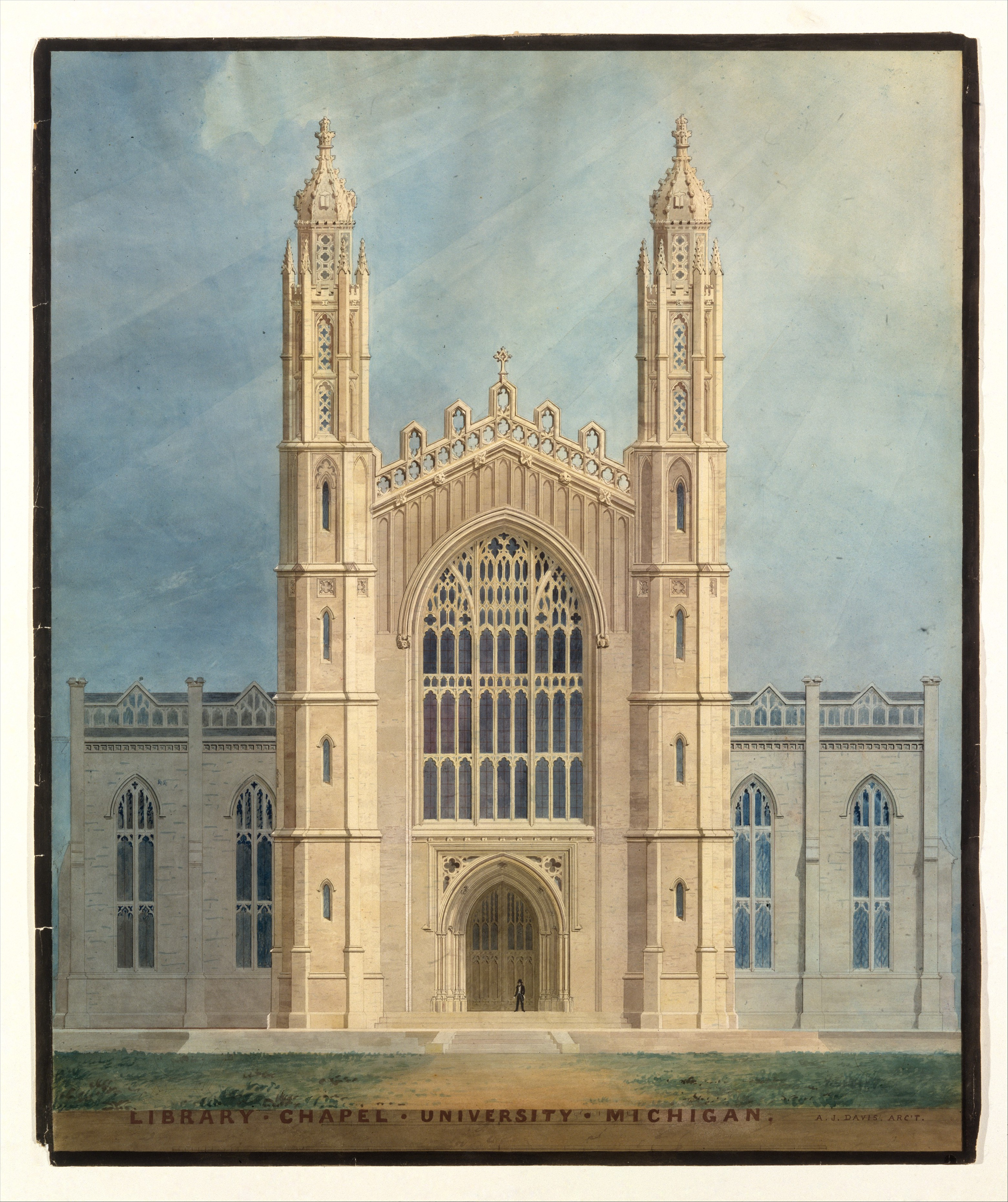
密西根大学第一代校图总建筑师亚历山大·杰克逊·戴维斯依学院哥德式风格，在1838年设计的大学礼拜堂及图书馆

到了1838年，安娜堡捐赠四十英亩的土地给密西根大学董事会，董事会便在该片土地建立起新的校园，成为了如今倶有历史价值的密西根大學中校歷史街區。董事会又聘请了建筑师亚历山大·杰克逊·戴维斯负责新校园的建筑工程，戴维斯依学院哥德式风格，为密西根大学新校园设计了不少建筑。
授课在1841年才正式开始，首堂有两个教授、六个新生和一个二年级生参与。四年后的1845年，密西根大学有11位学生学士毕业。继哈佛大学的劳伦斯科学学院之后，密西根大学在1855年成为美国第二所颁授理学学士学位的大学。到了19世纪末，在校长詹姆斯·布瑞尔·安吉尔的经营之下，密西根大学成为一所精英大学，更是当时美国规模第二大的高等学府，仅次于哈佛。因此，密大有「西部的哈佛大学」的美誉。在往后数十年，密大更曾一度超越哈佛，成为美国规模最大的高等学府。
1900年，密西根大学校长詹姆斯·布瑞爾·安吉爾联同约翰·霍普金斯大学、芝加哥大学、哥伦比亚大学、哈佛大学、柏克莱加州大学、耶鲁大学、普林斯顿大学、威斯康辛大学麦迪逊分校、康奈尔大学、宾夕法尼亚大学、史丹福大学、美国天主教大学，以及克拉克大学这13所大学的校长，在芝加哥创立了美国大学协会，寻求建立统一的学生录取标准。
密西根大学在成立的初期是典型的古典大学，入学新生必须通过拉丁文和希腊文的考试，教学上亦以英格兰古典大学的模式为蓝本。后来，由于受到同时期欧洲新兴教学理念的影响，大学摆脱了古典传统，引入当时被认为是更先进的德国教育理念（普魯士教育），与原有的古典理念相结合。
这种实验性质的教育方式在美国高等教育史上属于首次，后来由密西根大学的教授和校友推广至其他新成立的院校。其中，密西根大学教授安德鲁·迪克森·怀特与他在密大的学生查尔斯·肯德尔·亚当斯，以这个新的教育理念创办康奈尔大学，他们分别成为康奈尔的第一任和第二任校长。亚当斯和另一位密大旧生哈里·伯恩斯·哈钦斯也是康奈尔大学法学院的创办人之一。而怀特在康奈尔的学生大卫·斯塔尔·乔丹后来又在加州创办了史丹福大学。
1868年，时任加州州长弗雷德里克·洛依据密西根大学的方案，成立加利福尼亚大学。正因如此，加州大学伯克利分校首任校长克拉克·克尔將密大譽為「美國公立大學的母親」。另外，密大校友、西北大学第一位非教士出身的校长亨利·韦德·罗杰斯也成功将西北大学由一系列分散的小型学院，转型成一所全国性的研究型大学。
与同年代其他大学一样，成立早期的密西根大学只有男性学生及教授，女性沒有机会入读，在1870年才首次招收女性学生，成为首批开放招收女性学生的主要美国大学之一。
第二次世界大战后，密西根大学承担了多项由美国联邦政府资助的研究工作，并帮助发展和平用途的核能技术。另外，在1940年代，密西根大学商学院编制了「密西根大学消费者信心指数」，以研究美国社会的消费需求对经济周期的影响，随后一些欧洲国家模仿密西根大学的做法，编制自己的消费者信心指数。
从战后至70年代，密西根大学不论在声望和学术上，继续保持于美国大学的前列，在多项系统性大学排名中名列前茅。其中在社会学家彼得·布劳于1972年出版的《美利坚专业院校》（Professional Schools in the United States）一书中，对全美专业院校进行排名，当中密西根大学排行第三位，只仅于于哈佛大学和史丹佛大学，与哥伦比亚大学并列，排在柏克莱加州大学、芝加哥大学和耶鲁大学之前。 在1964年发布的《关于研究生教育质量的卡特报告》（The Cartter Report on Quality in Graduate Education）中，密西根大学在人文和科学领域上排名全国第一；此外，工程专业也在1969年出版由罗斯（Kenneth D. Roose）与安徒生（Charles J. Andersen）所著的《研究生课程的评级》（A Rating of Graduate Programs）中排名全国第一。 

## 院系及宿舍

### 架構
密西根共有19所學術學院。文理艺术学院为密西根大学最大的学院。该学院下设有包括数学、物理、化学、生物、地质、天文在内的自然科学和包括文学、历史、哲学、经济学、各种语言、考古、传媒在内的社会科学。而医学院、工程学院、法学院、商学院、音乐戏剧学院等则是针对部分学科所设立的专门学院。
| - 學術學院 密西根大學文理藝術學院 密西根大學醫學院 密西根大學工程學院 密西根大學法學院 密西根大學牙科學院 密西根大學藥學院 密西根大學音樂戲劇舞蹈學院 密西根大學護理學院 密西根大學建築與城市規劃學院 | 密西根大學研究學院 密西根大學公共管理學院 密西根大學教育學院 密西根大學商學院 密西根大學環境與永續學院 密西根大學公共衛生學院 密西根大學社會工作學院 密西根大學資訊學院 密西根大學藝術設計學院 密西根大學運動學院 |

宿舍包括南跨院、东跨院、北跨院、西跨院、剑桥院、牛津院、柏思丽厅、城中心宿舍群（贝斯·巴博尔院、弗莱彻厅、亨德森院、海伦纽波利院）、希尔社区宿舍群（玛莎·库克楼、爱丽丝·罗伊德厅、玛丽·马克里厅、柯森厅、斯托克威尔厅、莫熙儿·乔丹厅）、贝斯院、诺斯伍德一至五区。
这19个学院開設有15,000多門學士课程，几乎涵盖了所有的学科领域，是美国课程设置最豐富的大學之一。密西根大學共有200多个专业，其中工學院、醫務管理、公共衛生、心理學、藥學、政治學、圖書資訊學、社會學及社会工作均列《US News》美国國內大學的前5位。密西根大学在《US News》全美前10名的专业包括教育學、工學、医学、护理學、法學、公共事务、公共衛生、心理学、社会学、政治學、经济學、统计学、歷史学、化学、地球科学、英文和藥學等许多学科。在艺术方面，该校的音乐戏剧学院位列美国音乐学院第四名。
密西根大学對公共事務的研究非常用心，密西根大学消费者信心指数即是一例。密西根大学的中国研究也有一定的地位，拥有多名精通中文和中国历史文化的美国教授。其中，附属于学校的中国数据中心正在以地理信息系统为手段加深对中国的认识，它也是美国地理学家协会（AAG）的合作伙伴之一。
密西根大学医学院及医院系统。虽然系统中的护理学院和医学院以及它们下属的医院的主体位于安娜堡，但是行政上，医学院下属的一系列医院是独立于安娜堡分校的。医学院的总部占地0.58平方公里，除此之外还有密西根大学医院、CS莫特儿童医院、冯福伦达妇女医院等三个医院以及遍布全州的40余个健康中心、眼科中心、牙科中心和120多个专科诊所。密西根大学医学系统也是美国最成功的医疗系统之一，连续多年被《US NEWS》评为美国最佳医疗机构，其下属除了科研机构和综合医院，还有妇女医院，儿童医院和癌症医院等专项医院，以及分布在密西根州的数个社区医疗点。在学校前美式足球教练薄·辛巴克勒的基金的帮助下，密西根大学对肾上腺癌的研究是处于世界顶尖水平。
- 密西根大学瓦许藤诺郡健康部门（University of Michigan - Washtenaw County Health Department），位于安娜堡，是密西根大学下属的一个以社区服务为宗旨的分支部门。
- 密西根大学诺斯维尔州立医院（University of Michigan - Northville State Hospital），位于密西根州的诺斯维尔。是密西根大学医学院下属的分支医院。
- 密西根大学门罗郡健康部门（University of Michigan - Monroe County Health Department），位于门罗郡。是一个社区服务部门。

密西根大学开设有英语和各种外语课程。除了法语、德语、汉语、俄语、西班牙语、意大利语、阿拉伯语等常见语种之外，密西根大学还开设包括藏语、纳西语、加纳阿肯语、捷克语、菲律宾语、希伯来语、哈萨克语、印地语、波斯语、齐佩瓦语、旁遮普语、盖丘亚语、斯瓦西里语、梵语、乌尔都语、荷兰语、韩语、维吾尔语、塔吉克语、塞尔维亚语、班巴拉语、土耳其语、塞内加尔沃洛夫语、意第绪语、祖鲁语、波兰语、葡萄牙语、日语、乌克兰语等小语种，共有超过65门语言的教学。密西根大学要求大學生必须掌握一门外语才能毕业。

## 校园

### 中校区

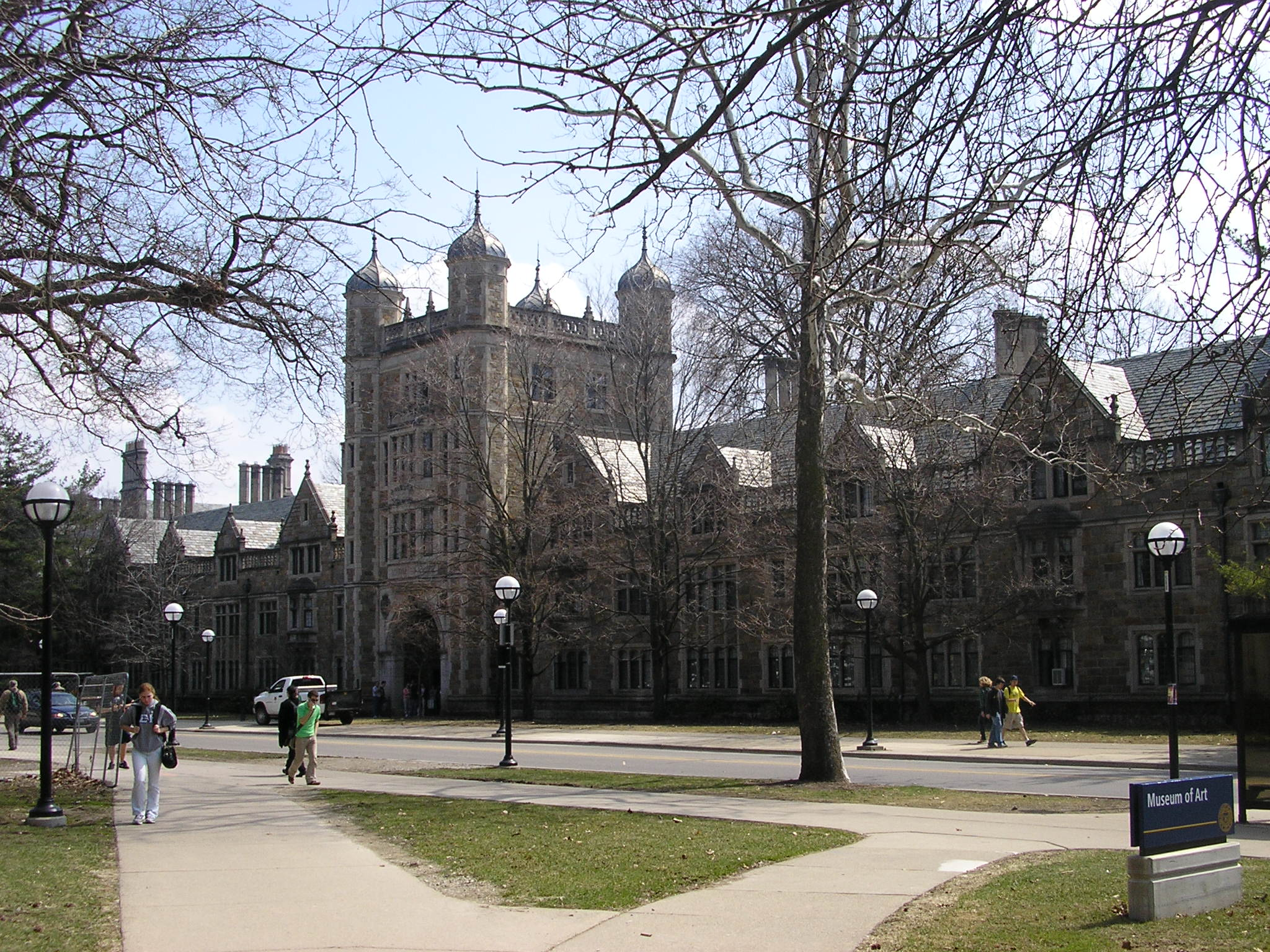
密西根大學法學院宿舍

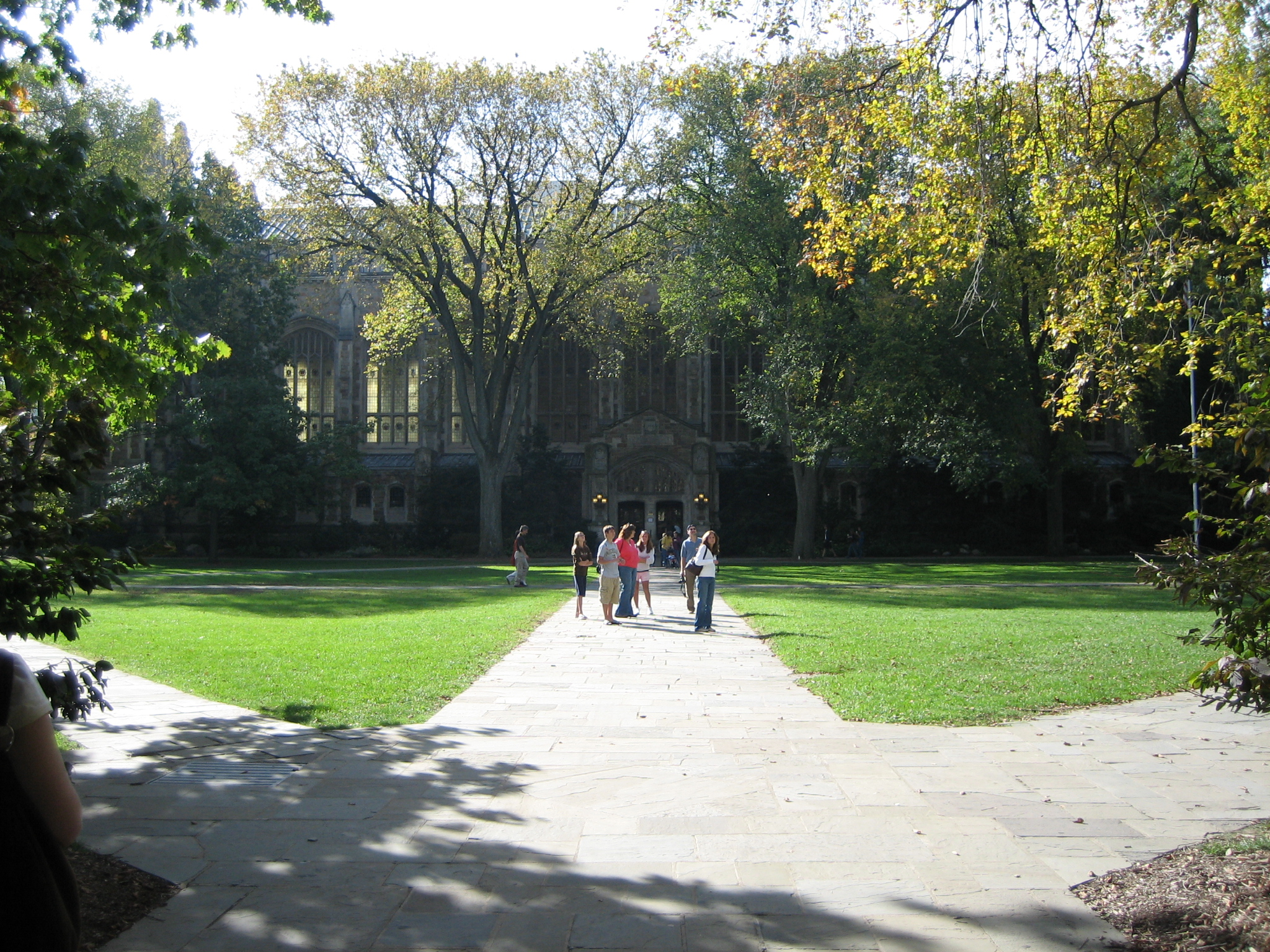
密西根大學法學院圖書館

密西根大学位于安娜堡，面积达13平方公里。安娜堡是一个典型的大学城。安娜堡在全美最适宜居住的城市中排名第七。密西根大学学生总数有4万人，其中1万5千人为研究生。校园分为北校、中校、南校三个核心部分以及博物馆、医学院、植物园、休伦河湿地保护区、东校、高尔夫球场等其他部分，核心面积达13平方公里，总面积85平方公里。安娜堡城外拥有72平方公里的森林和湿地，几乎和城市一样大。城中的学校形状呈弯曲狭长状，被河流、湿地、植物园、山坡和森林分割成几个主要校园：中心校园，北校区，南校区，附属医院区和东校园。北校区离中心校园最近的直线大约四公里左右，但中间还隔着医学院、休伦河（Huron River）及湿地和树林；而如果要从安娜堡分校最东北角的密西根大学马蒂尔植物园（UM Matthaei Botanical Gardens）到最西南角的狼獾大厦或英式足球场，则有15到18公里。密西根大学有占地1.5万平方米的计算机中心，是全美最大的计算机中心之一。

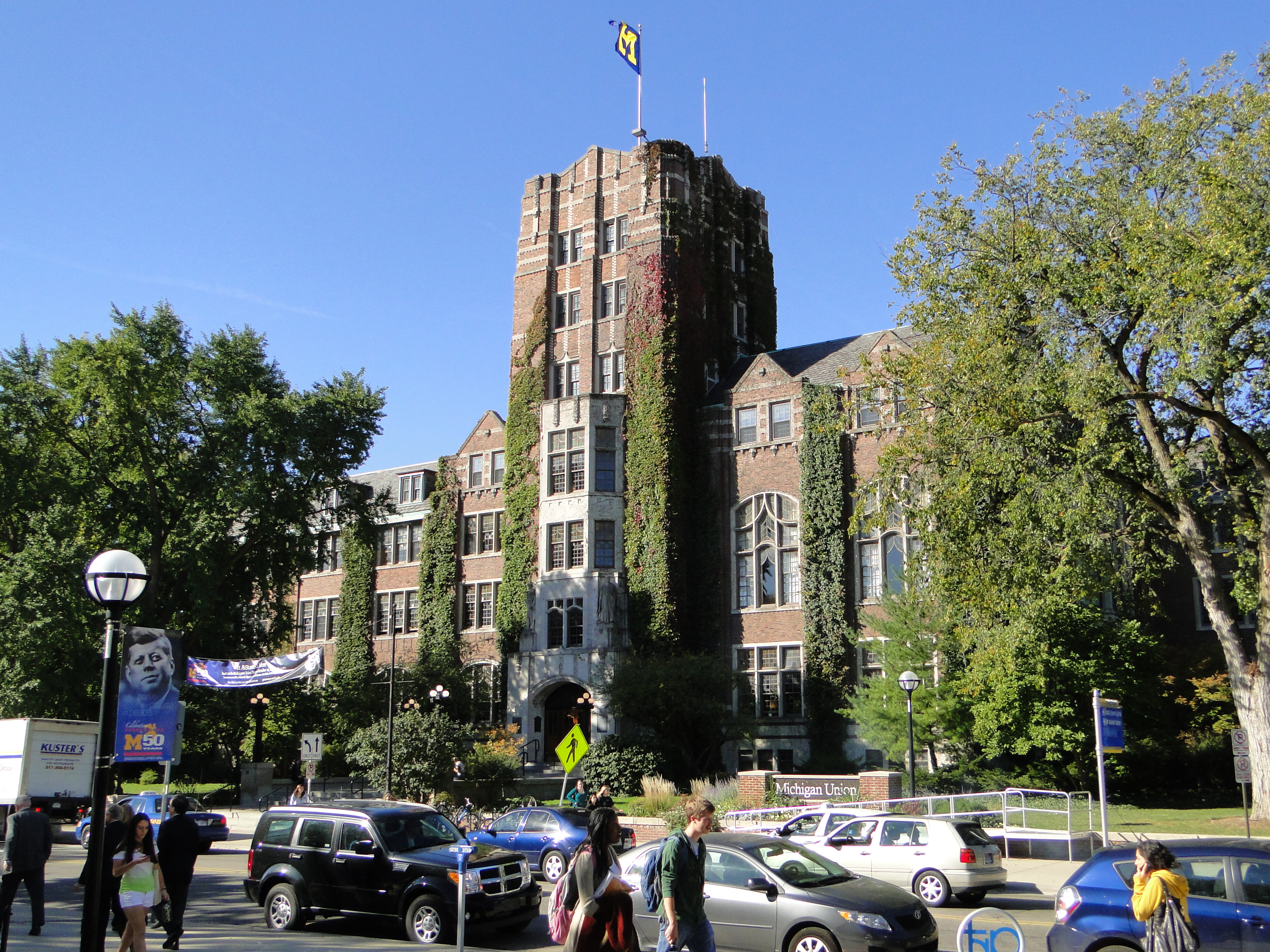
密西根大学联合楼

密西根大学共设有14个开放给学生及教职员使用的电脑中心，其中许多电脑中心是全天候24小时开放的。大学在每个宿舍也另外设有电脑中心，方便学生的使用。学术媒体中心大楼设有一般及电子式的图书馆、电脑培训室、先进的视象实验室、展览室、电子会议室等等，设备十分现代化。大学为新生举办许多迎新活动，包括大学良师益友课程、迎新课程、认识密西根课程等等，让大学新生及学生获得最好的引导及照料。
密西根大学设有近千个学生社团及组织，各种性质的活动，应有尽有。其中有著名的密西根大学太阳能车队，该车队曾六次赢得北美洲太阳能车比赛冠军、三次入围世界太阳能车大赛的四强。此外学校还有密西根经济学协会、密西根大学男声合唱团、密西根大学军乐团、密西根大学修道士阿卡贝拉乐团、舞蹈马拉松慈善组织、国际儿童医药基金会等校有组织。而由学生自己组织的民间团体和希腊式学生会则有更多。
另外大学博物馆、艺术中心、公园等等也是学生课余休闲的好去处，大学生活多姿多彩。密西根大学的主校区拥有九个主要的博物馆：凯尔西建筑博物馆、欣德丘兹牙医博物馆、密西根大学植物标本博物馆、密西根大学艺术博物馆、密西根大学自然历史博物馆、尼科树木园和马蒂尔植物园、密西根大学古生物博物馆、密西根大学动物学博物馆、密西根大学人类学博物馆。
從1900年到1920年期間，密西根大學建造了牙科和藥劑學大樓、化學樓、自然科學樓、希爾禮堂、大型的醫院和圖書館，以及兩幢宿舍樓。這一期間，大學進行了擴建，其中最主要的是向東北方向（希爾社區）擴展校園。

### 北校区
北校区是最邻近的校区，独立于城市建造，建在密西根大学于1952年购买大片农田上。它比中校区更新，因此具有更多的现代主义建筑，而中校区的大多数建筑都是古典或大学哥特式风格。位于密西根州伯明翰的建筑师埃罗·沙里宁（Eero Saarinen）为北校区制定了早期总体规划之一，并在1950年代设计了其中的几座建筑，包括 Earl V. Moore 音乐学院大楼。北校区和中校区各有独特的钟楼，反映了周围环境的主要建筑风格。每个钟楼都装有一个大钟琴。北校区的塔被称为卢丽塔（Lurie Tower）。密西根大学最大的学生宿舍 Bursley Hall 也位于北校区。

### 南校区

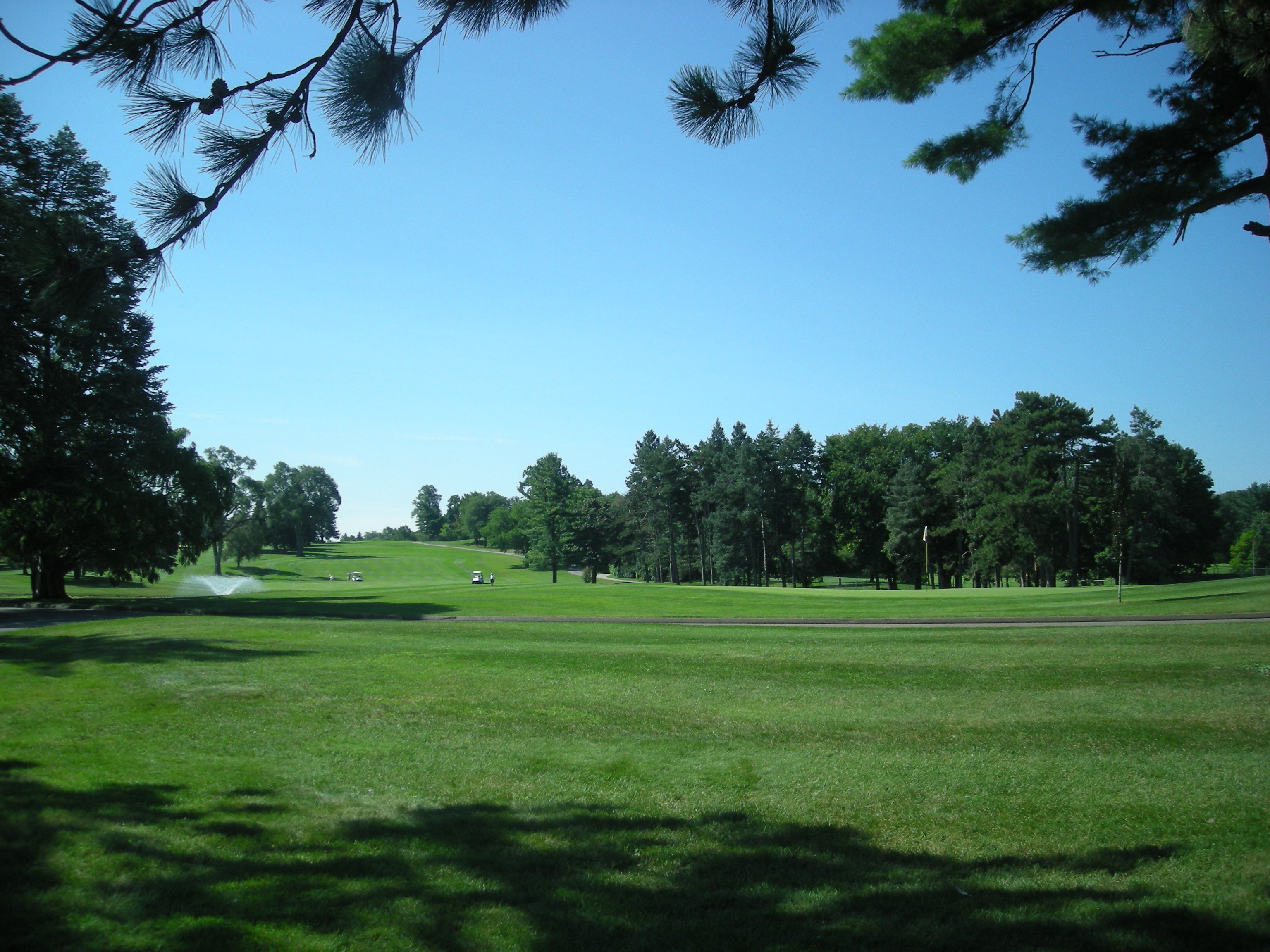
南校區的密西根大学高尔夫球场

南校区是体育项目的场地，包括密西根体育场、克里斯勒中心和约斯特冰上竞技场等主要体育设施。南校区也是布尔图书馆存储设施、继续法律教育研究所、和学生剧院艺术中心的所在地。密西根大学的公共安全部门和交通服务办公室位于南校区。密西根的高尔夫球场位于密西根体育场和克里斯勒中心以南。它由位于乔治亚州奥古斯塔的奥古斯塔国家高尔夫俱乐部的设计师阿利斯特·麦肯齐（Alister MacKenzie）在1920年代后期设计，该俱乐部是大师赛的举办地。该球场于1931年春天向公众开放。密西根大学高尔夫球场被列入由体育画报所称的“高尔夫最伟大的球场建筑师”设计的顶级球洞列表中。

### 图书馆
密西根大學圖書館一共藏书830万册，并以每年17万册的速度增加，是美国第七大的大学图书馆。根据美国研究图书馆协会的报导，密西根大学图书馆有全美最齐全的数学及牙医学的资料收藏，并且有西半球最多的古代纸草写文的收集。其他亚洲、南亚洲、东南亚、斯拉维亚及东欧等的文件收集之齐全也是全美排名前5名。
| - 中校區图书馆（Central Campus libraries） 哈兰·哈彻研究生图书馆（Harlan Hatcher Graduate Library） 夏皮罗图书馆（Shapiro Library） 塔布曼医学图书馆（Taubman Health Sciences Library） 美术图书馆（Fine Arts Library） 博物图书馆（Museums Library） 植物标本图书馆（Herbarium Library） - 北校區图书馆（North Campus libraries） 艺术、建筑和工程图书馆（Art, Architecture & Engineering Library） 音乐图书馆（Music Library） | - 獨立图书馆（Independent libraries） 法学院图书馆（Law Library of the University of Michigan Law School） 克雷斯基工商管理图书馆（Kresge Business Administration Library of the Ross School of Business） 本特利历史图书馆（Bentley Historical Library） 威廉·克莱门特稀有历史资料图书馆（William L. Clements Library） 杰拉尔德·福特总统图书馆（Gerald R. Ford Library） 人口研究中心图书馆（Ronald and Deborah Freedman Library of the Population Studies Center） 交通安全研究图书馆（Transportation Research Institute Library） |

### 营地
- 科考营地

密西根大学戴维斯营（University of Michigan - Camp Davis），位于怀俄明州庄杰克逊霍尔以南
密西根大学地球与环境科学系落基山科考站（University of Michigan - Earth and Environmental Sciences Rocky Mountain Field Station），位于落基山脉
密西根大学生物科考站，位于密西根州希博伊根郡佩尔斯顿的东边
密西根大学苏格岛奥斯本自然保护区（University of Michigan - Sugar Island Osborn Preserve），位于苏圣玛丽东南部
密西根大学五大湖营地（University of Michigan - Great Lakes Camp），位于密西根州的利文斯通郡
密西根大学清新空气营（University of Michigan - Fresh Air Camp，即夏令营），位于密西根州的平克尼
密西根大学爱德文·乔治自然保护区（University of Michigan - Edwin S George Reserve），位于安娜堡西北方
密西根大学冈山科考站（University of Michigan - Okayama Field Station），位于日本的岡山縣
- 密西根尼亚营地

密西根尼亚沃伦湖营地（University of Michigan - Michigania Camp Wallon），位于密西根州沃伦湖西岸
密西根尼亚东部营地（University of Michigan - Michigania Camp East），位于纽约州阿迪朗达克山麓乔治湖北岸
密西根尼亚西部营地（University of Michigan - Michigania Camp West），位于加利福尼亚州的斯坦尼斯劳斯国家森林

### 周边景點
底特律历来是现代艺术的聚集地，而学校所在的安娜堡是底特律的卫星城，现代抽象艺术和行为艺术在校园很盛行。校园中有不少著名的景点和建筑，其中大多数是各种抽象的雕塑和大型艺术品，例如波浪地（知名華裔建築師林璎的作品）和旋转立方体等等。
除了这些抽象艺术，密大的校园还有古典的19世纪建筑和以森林和河流为主的自然风光。例如北校区的森林和休伦河湿地，中校区的对角广场、艺术博物馆、自然历史博物馆、尼科尔斯植物园、密西根联盟楼、密西根联合楼、法学院图书馆和安吉尔厅，南校区的密西根体育场和克莱斯勒中心，以及延伸到安娜堡城外的马蒂尔植物花园等。
密西根体育场是西半球最大的体育场，也是世界第四大体育场，是密西根大学狼獾队的主场，昵称是“Big House”即监狱，意思是客队不可能在这里越狱成功而拿到积分。此外还有大面积的高尔夫球场、足球场、篮球场、网球场、棒球场等设施。除了密西根体育场以外，雷·费舍尔棒球场、菲尔丁·约斯特冰上竞技场和克莱斯勒中心（篮球场）等也是重要的狼獾队比赛主场。
密西根大学还拥有世界上仅有的24座大型钟琴中的两座，分别位于北校区的卢丽塔和中校区的伯顿纪念塔。其中伯顿纪念塔上的钟琴是世界第三大钟琴。位于中校区和医学院之间的底特律天文台是美国历史上第一座大型天文台，被列为了国家历史遗迹保护清单。

## 聲望與大學排名
密西根大学开设200多个专业，包括文科、理科、工程、商科、医学、口腔医学，法学、教育学、艺术类等各个类别。根据《US News》、世界大學學術排名、QS世界大学排名、泰晤士高等教育世界大學排名等主流学术排名，密西根大学的综合排名在全世界前30名、全美前30名。其中医学院、法学院、工学院和教育学院都排在US News全美前10名。此外，根据US News的全美排名，密西根大学大部分专业都在全美前20名。除学术和科研之外，密西根大学也在泰晤士报评出的声誉排名中位列世界第15位。
2020年《普林斯頓評論》大學調查將密西根大学評為學生中排名第9的“夢想院校”和家長中排名第7的“夢想院校”。2022-23 年版 CWUR 排名中，密西根州在全國排名第 12 位，在全球排名第 15 位。

### 世界排名
- 2020年《萊頓大學排名》第6位
- 2020年《世界大學網路排名》第6位
- 2021年《泰晤士高等教育世界大学聲譽排名》第15位
- 2021年《美國新聞與世界報導大学排名》第17位
- 2021年《QS世界大学排名》第21位
- 2021年《泰晤士高等教育世界大学排名》第22位
- 2023年《世界大学学术排名》第26位
- 2023年《美國新聞與世界報導大学排名》第19位

### 國内排名

#### 公立大學排名
- 2016—2021年《QS美國公立大學排名》第1位
- 2021年《華爾街日報與泰晤士高等教育美國公立大學排名》第1位
- 2021年《Niche美國公立大學排名》第1位
- 2021年《美國新聞與世界報導美國公立大學排名》第3位

#### 按學科排名
| 2020年US News研究生學科排名 | 2020年US News研究生學科排名 |
| 項目                        | 排名                        |
| --------------------------- | --------------------------- |
| 社會學                      | 1                           |
| 社會工作                    | 1                           |
| 護理學-助產士               | 2                           |
| 藥學                        | 3                           |
| 醫務管理                    | 3                           |
| 心理學                      | 3                           |
| 政治學                      | 4                           |
| 工程學院                    | 4                           |
| 圖書資訊學                  | 5                           |
| 醫學院：初級照護類          | 5                           |
| 公共衛生                    | 5                           |
| 工商管理碩士（兼職）        | 6                           |
| 歷史學                      | 6                           |
| 英文                        | 8                           |
| 藝術                        | 8                           |
| 公共事務                    | 8                           |
| 教育學院                    | 8                           |
| 法學院                      | 9                           |
| 護理學院：碩士              | 9                           |
| 臨床心理學                  | 10                          |
| 地球科學                    | 10                          |
| 電腦科學                    | 11                          |
| 統計學                      | 11                          |
| 經濟學                      | 12                          |
| 數學                        | 12                          |
| 商學院                      | 12                          |
| 護理學院：博士              | 13                          |
| 物理學                      | 13                          |
| 化學                        | 15                          |
| 醫學院：研究類              | 15                          |
| 生物科學                    | 23                          |

| 2021年US News本科生學科排名 | 2021年US News本科生學科排名 |
| 項目                        | 排名                        |
| --------------------------- | --------------------------- |
| 工程                        | 6                           |
| 航空航天/航空/航天          | 4                           |
| 生物医学                    | 6                           |
| 化学制品                    | 4                           |
| 民事                        | 6                           |
| 电脑                        | 7                           |
| 电气/电子/通讯              | 8                           |
| 环境/环境卫生               | 2                           |
| 工业/制造业                 | 3                           |
| 材料                        | 6                           |
| 机械                        | 4                           |
| 商业                        | 3                           |
| 会计                        | 5                           |
| 分析工具                    | 6                           |
| 创办企业                    | 6                           |
| 金融                        | 3                           |
| 国际业务                    | -                           |
| 管理                        | 1                           |
| 管理信息系统                | -                           |
| 市场营销                    | 1                           |
| 生产/运营管理               | 4                           |
| 量化分析                    | 4                           |
| 供应链管理/物流             | 7                           |
| 计算机科学                  | -                           |
| 人工智能                    | -                           |
| 计算机系统                  | 6                           |
| 网络安全                    | 11                          |
| 数据分析/科学               | 5                           |
| 理论                        | -                           |

## 學術泛論

### 研究
|      | 佔比     | 全國排名 | 世界排名 |
| ---- | -------- | -------- | -------- |
| 2020 | 398.64 ▲ | 4        | 11       |
| 2019 | 343.84 ▼ | 5        | 14       |
| 2018 | 344.48 ▲ | 6        | 14       |
| 2017 | 336.06 ▲ | 5        | 11       |

|      | Total Research x $1000 | 全国排名 | Federal Research x $1000 | 全国排名 | National Academy Members | 全国排名 |
| ---- | ---------------------- | -------- | ------------------------ | -------- | ------------------------ | -------- |
| 2017 | 1,434,535              | 2        | 822,436                  | 3        | 118                      | 9        |
| 2016 | 1,357,228              | 2        | 780,080                  | 3        | 113                      | 12       |
| 2015 | 1,300,340              | 2        | 728,712                  | 3        | 108                      | 13       |
| 2014 | 1,279,603              | 2        | 733,779                  | 3        | 106                      | 13       |

### 收生
|              | 本科生 | 碩博生 |
| ------------ | ------ | ------ |
| 美國黑人     | 4.24%  | 4.46%  |
| 亞裔美國人   | 14.63% | 7.89%  |
| 歐裔美國人   | 58.24% | 41.53% |
| 拉丁裔美國人 | 6.3%   | 6.2%   |
| 美國原住民   | 0.12%  | 0.16%  |
| 國際生       | 7.4%   | 33.9%  |

| 种族         | 占比 | 占比 |    |
| ------------ | ---- | ---- | -- |
| 歐裔美國人   | 55%  | 55   | 55 |
| 亞裔美國人   | 16%  | 16   | 16 |
| 其他         | 10%  | 10   | 10 |
| 拉丁裔美國人 | 7%   | 7    | 7  |
| 國際生       | 7%   | 7    | 7  |
| 美國黑人     | 4%   | 4    | 4  |
| 经济水平差异 |      |      |    |
| 低收入       | 18%  | 18   | 18 |
| 富裕         | 82%  | 82   | 82 |

1. ↑  The percentage of students who received an income-based federal Pell grant intended for low-income students.
2. ↑  The percentage of students who are a part of the American middle class at the bare minimum.

## 体育

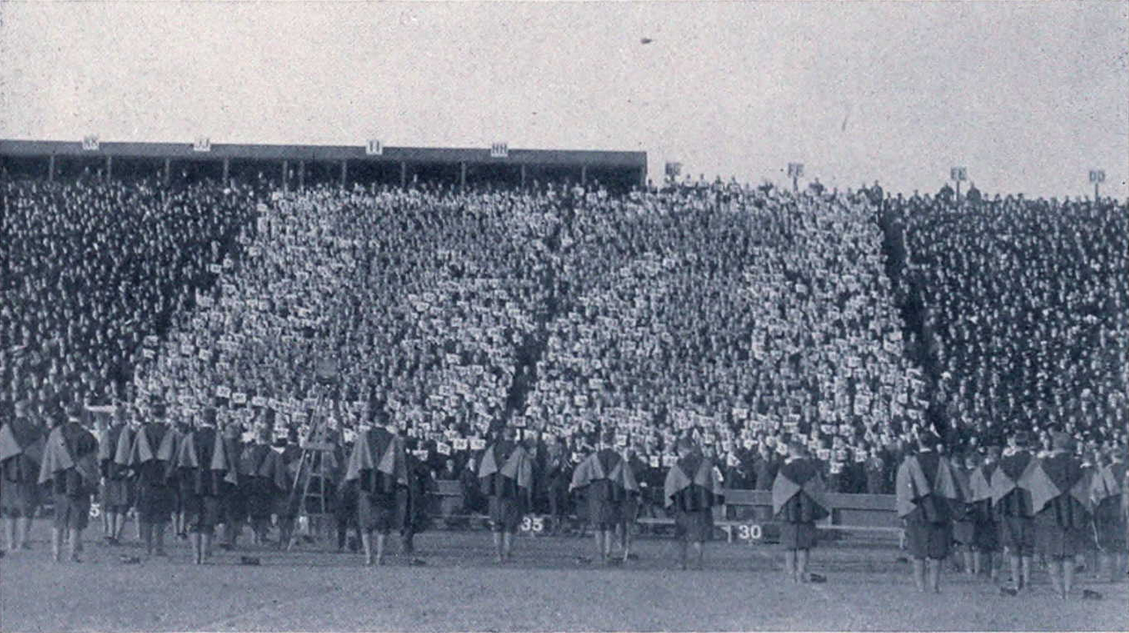
1916年，密西根大學狼獾隊对賓夕凡尼亞大學的賽事

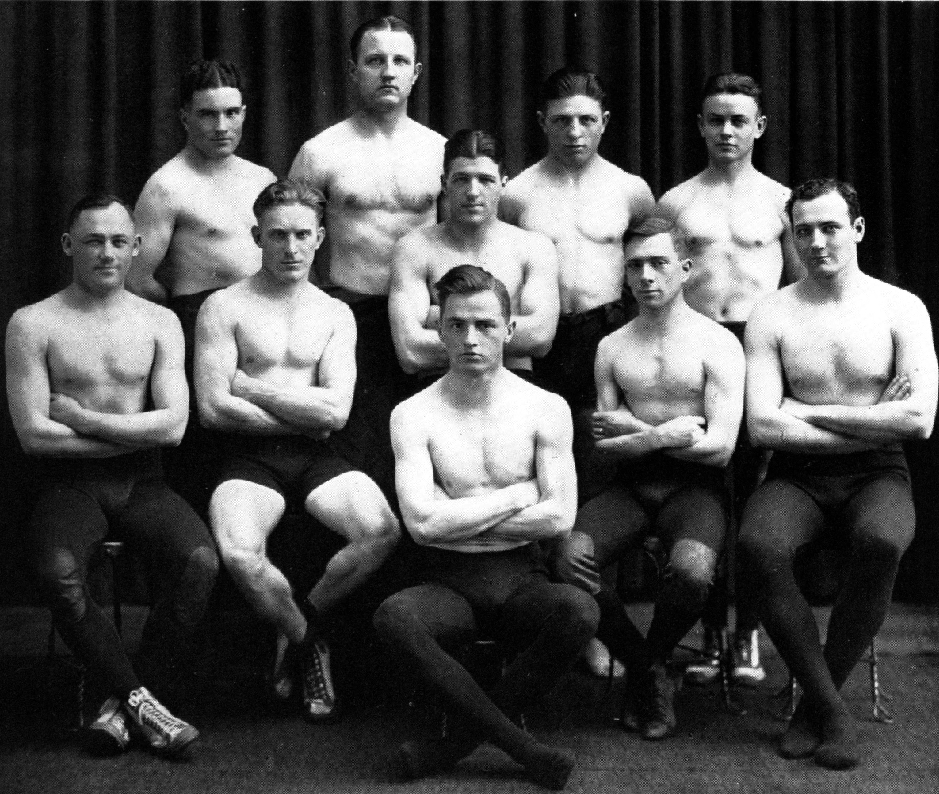
1922年密西根狼獾摔跤队

除了学术以外，密西根大学最突出的还有它的体育，即在NCAA里的狼獾队。它的受欢迎程度之高主要来自它在球场上的高知名度。截止到2014年，密西根大学是NCAA唯一一所获得过顶级联赛中全部四大球赛（篮球、美式足球、棒球、冰球）的全国总冠军满贯的学校。除了美式足球和男子篮球以外，密西根大学狼獾队还拥有女子篮球、男子足球、女子足球、男子排球、女子排球、网球、摔跤、越野、体操、冰球、男子高尔夫球、女子高尔夫球、曲棍球、垒球、划船、游泳、跳水、棒球、划水、滑雪、水球、田径、跆拳道等27支队伍。另外，密西根大学在游泳、冰上芭蕾、垒球等项目都是传统劲旅。2014年，密西根大学的垒球队再次夺得了十大联盟的联赛冠军，完成了不可思议的七连冠。
1879年，密西根大學狼獾隊成立了第一支校園隊伍，即密西根大學的美式足球隊。在大學的大力支持下，這支球隊很快便發展成了一支勁旅。隨後，其它項目的校園隊伍，如冰球、籃球、棒球、足球等也相繼成立，最終形成了27支隊伍。
在一场对芝加哥大学的胜利之后，密西根大学写了战歌《凯旋者》。到了1902年，密西根大学和西海岸的后起之秀斯坦福大学会师第一届玫瑰碗，并且在上半场以四十九比零打敗斯坦福大学，自此密西根大学打破了哈佛大学、耶鲁大学和普林斯顿大学对冠军的垄断。
1989年，密西根大學狼獾隊的籃球隊贏下了NCAA全國冠軍，至此，密西根大學成為了美國歷史上第一所，也是至今唯一一所同時贏下過在北美最受歡迎的美式足球、冰球、棒球和籃球四大主要項目NCAA全國總冠軍的美國大學。密西根大學狼獾隊下屬的27支不同項目的隊伍一共贏下了35個全國冠軍，亦位列全國前十。
密西根大学的美式足球队、男子篮球队几乎每年都是全国的前10名，学生们提起自己学校球队的屡战屡胜无不眉飞色舞，这使球队也成了学校的财源之一，它的年度预算甚至比一些小国家的GDP还要高。而反过来，为了吸引全国高中学校里的体育健将们，大学也提供优厚的体育奖学金。
每年下半年，密西根学子的星期六一定属于美式足球——学校的第一号传统。学生们聚在一起，然后一群群地向学校的主场密西根体育场涌去。这个西半球最大的球场，世界第4大体育场，一到比赛时就座无虚席，12万余人一起站起来为球队呐喊挥舞，场面十分热烈。学生对学校和球队的热爱在此时充分体现。

1933年，杰拉尔德·福特作为密西根狼獾队的一员参加训练

密西根大学在体育方面有几个世仇对立的死敌，例如美式足球上的密西根德比的对手密西根州立大学斯巴达人队、五大湖德比的对手圣母大学爱尔兰战士队、小布朗茶壶争夺战对手明尼苏达大学金色地鼠队、十大联盟对抗德比对手俄亥俄州立大学七叶橡果队、拥有极其相似的文化和历史的宾夕法尼亚州立大学尼塔尼雄狮队，还有篮球赛场上的杜克大学蓝魔队和印第安纳大学山地人队等。每当对阵这些学校的时候，学生们会呼喊“Welcome to the Big House”，意思是欢迎来到你们的监狱。主场氛围十分强大。其中，密西根大学和俄亥俄州立大学之间的密俄对抗被ESPN评为20世纪最经典的死敌拉锯战。1950年代以前，芝加哥大学也是密西根的宿敌之一，直到他们退出十大联盟降级到第三级别联赛。
密西根大学狼獾队在NCAA最关注的四大球赛中都获得过全国冠军，是全国独一无二的。其中棒球冠军2次，美式足球11次，男子篮球1次，男子冰球9次。其余的各项比赛也都有不错的成绩。截止到2014年，如果把所有的项目加起来，密西根大学狼獾队一共得到过52次全国冠军和40次全国亚军，它的NCAA总战绩会排在美国的第十位。如果仅看男子项目的成绩，密西根大学狼獾队的战绩将排在全国第六位。
密芝根大學狼獾隊在NCAA最關注的四大球賽中都獲得過全國冠軍，是全國獨一無二的。其中棒球冠軍2次，美式足球11次，男子籃球1次，男子冰球9次。其餘的各項比賽也都有不錯的成績。
截止到2014年，如果把所有的項目加起來，密芝根大學狼獾隊一共得到過52次全國冠軍和40次全國亞軍，它的NCAA總戰績會排在美國的第十位，僅次於加州大學洛杉磯分校布魯因熊、史丹福大學鮮紅樹、南加州大學特洛伊、俄克拉荷馬州立大學牛仔、德克薩斯大學長角牛、阿肯色大學紅背野豬、路易斯安那州立大學猛虎、賓夕法尼亞州立大學尼塔尼雄獅和北卡羅來納大學教堂山分校焦油踵等九所學校。
如果僅看男子項目的成績，密芝根大學狼獾隊的戰績將排在全國第六位，僅次於南加州大學特洛伊、加州大學洛杉磯分校布魯因斯熊、史丹福大學鮮紅樹、德克薩斯大學長角牛和阿肯色大學紅背野豬。
密芝根大學的校友在奧運會上也有不錯的成績。在除了第一屆奧運會以外的每一屆夏季奧運會里，都有密芝根大學的校友參賽，並且大多數奧運會上都有校友奪得金牌。截止到北京奧運會，密芝根大學的校友一共奪得了135塊奧運會獎牌，包括65枚金牌，32枚銀牌和38枚銅牌。
在北京奧運會上獲得歷史個人金牌最多（8枚）的游泳運動員米高·菲爾普斯即是該校08屆畢業生。NFL史上最佳四分衛之一的湯姆·布雷迪成名於密芝根大學。籃球歷史上著名的密西根五虎也來自於密芝根大學。NCAA歷史上最優秀的教練之一薄·辛巴克勒也是在密芝根大學完成了他超高的獲勝率記錄的。

### 傳統

密西根大學三角旗

和在NCAA各项赛事里的主要对手们不一样，密西根大学的赛场上常常并没有真正的（“活的”）吉祥物（即身穿吉祥物皮套的啦啦队长，如威斯康星大学的学院獾、明尼苏达大学的地鼠、密西根州立大学的斯巴达人等）。密西根大学的昵称和图腾“狼獾”仅限于塑像和平面标志。学校认为狼獾队已经足够强大，而一个真人假扮的吉祥物并没有实际的意义。
一般美国学校的昵称和吉祥物的来源都有一个或传奇或动人或喜剧或神秘的故事。但是密西根狼獾（wolverine）的来源，历来是众说纷纭。有一种观点是因为密西根州有很多狼獾，因此学校把狼獾作为了吉祥物。这种说法并不靠谱，因为密西根并不盛产狼獾这种动物，相反，直到2004年，密西根州境内才第一次发现了野生的狼獾。第二种观点跟法国人有关，最早的时候密西根是法国殖民地新法兰西的一部分。法国人在北美和印第安人相处很好，他们之间进行大量的交易，其中就包括从北方来的狼獾皮。后来印第安人就用“狼獾”来称呼密西根的法国人，而“狼獾”则成了密西根的代表。第三种说法和密西根、俄亥俄之间的划界有关。最早划界时，双方都不肯妥协（那时候这两个地区还不是美国的州，疆界都由自己解决），甚至爆发了武装冲突（1835-1836年托莱多战争）。谈判会上，俄亥俄的代表给密西根的代表起了一个蔑称叫做“狼獾”。后来密西根大学和俄亥俄州立大学成为了学术上的竞争对手、球场上的德比死敌，密西根的学生在赢球以后就用“狼獾”来称呼自己以蔑视和嘲讽俄亥俄的学生连狼獾都不如。久而久之狼獾就成为了学校的图腾。
- 《Yellow and Blue》是密西根大学的官方校歌，歌词是在1886年由在密西根大学教授拉丁文的语言学家查尔斯·米尔斯·盖雷所写，而后由爱尔兰作曲家迈克·威廉·巴尔福谱曲而成。《凯旋者》是密西根大学的战歌。由于密西根大学的狼獾队在NCAA非常有地位，这首主要是为球队加油的歌也就自然很著名。1898年的一场足球比赛里，密西根大学的狼獾队在最后一分钟绝杀了圣母大学的爱尔兰战士队，观看了比赛的密西根学生路易·埃尔伯于赛后写了这首歌。多年以后，这首歌取代了《今晚，这座古老的城市会充满激情》（同样也被德克萨斯农工大学和威斯康星大学用作过战歌）成为了密西根大学的战歌。《校队》一般是在表演《凯旋者》之前的开场曲，是密西根大学狼獾队的队歌。
- 《In the Big House》是密西根大学的摇滚版校歌。Big House是密西根大学所拥有的世界第二大球场密西根体育场的绰号，字面意思为“大房子”，在俚语里是“监狱”的意思。NCAA的劲旅密西根大学狼獾队的主场就是密西根体育场。2011年9月12日密西根大学在主场迎战死敌之一的圣母大学，当天Big House的上座人数为11万4千余人，创造了NCAA的记录（这项纪录于2013年9月初被打破，新纪录是11万9千余人，仍然是在Big House密西根大学vs圣母大学的比赛）。比赛还剩1分41秒时密西根22:24落后，随后密西根大学完成了一次达阵，28:24领先。就当球迷庆祝之时，在最后还剩30秒的时候，圣母大学也完成了达阵，超出3分。最后三十秒钟密西根大学发起绝地反击，在最后8秒的时候获得前场任意球，有希望拖入加时赛。然而让所有人意想不到的是密西根大学并没选择使用任意球，而是继续进攻，并且在比赛还剩2秒的时候完成达阵，并赢下了比赛！这场比赛也成为了NCAA历史上的经典比赛之一，被成为”The Last 1:41"。赛后学校推出了这首歌。《Welcome to the Big House》是密西根大学的说唱版校歌。
- 《Michigan Remember》是密西根大学的校友歌，用略带忧伤的曲调和优美的歌词描写了一个老校友对密西根的秋季学期的思念。

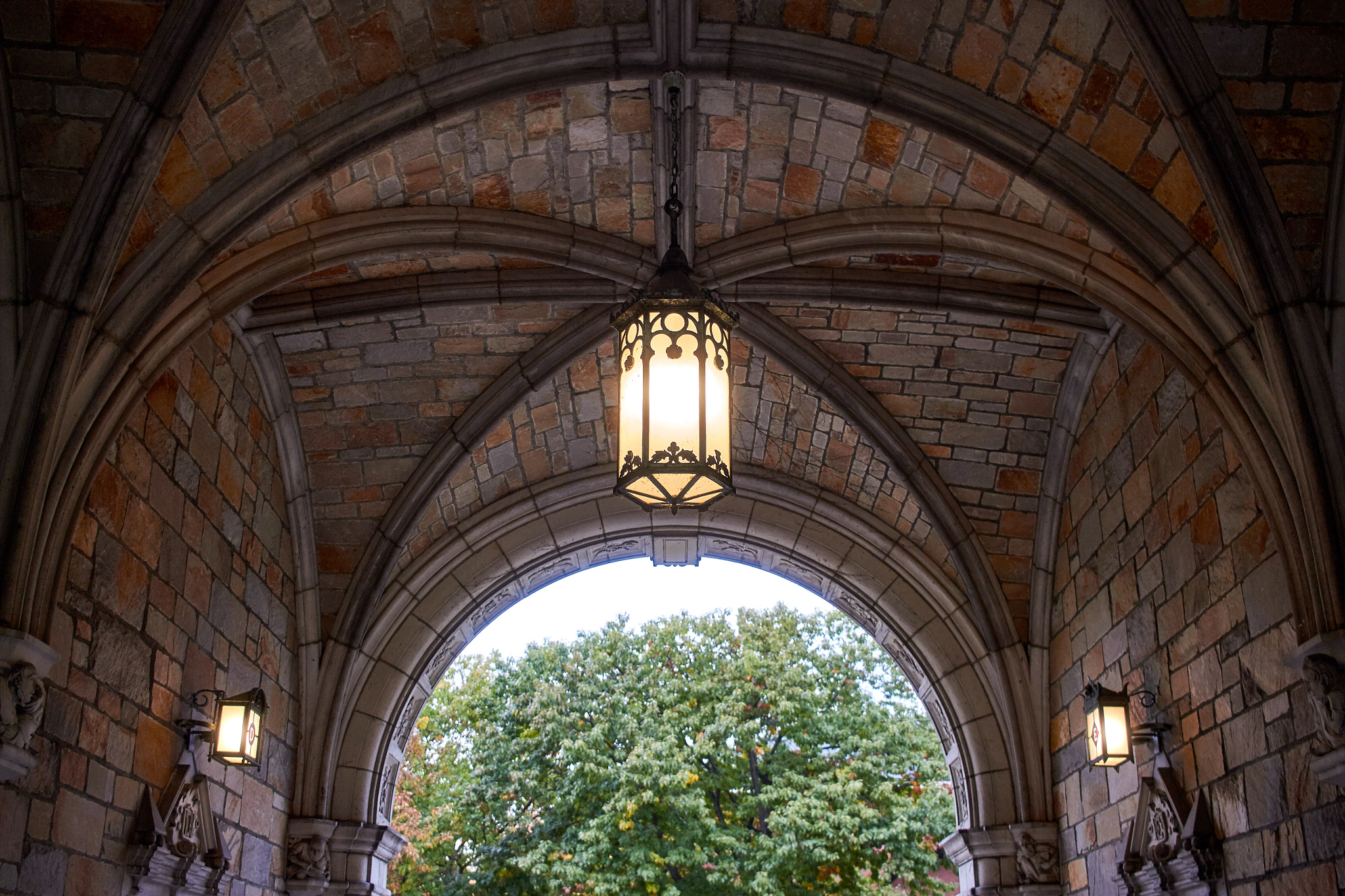
法學院大門

## 傳說
- 尽管密西根大学所在的安娜堡冬季漫长严寒，同时因为大湖效应冬季经常大雪封路。但据说由于学校的管理层认为大多数学生都住在离校园比较近的地方，比如校内外的学生宿舍，以及学校附近的住宅区内，所以学校历史上几乎从来没有因为大雪而宣布停课。2014年新校长上任后，当年以及2015年，密西根大学开始「破天荒」因大雪而放假，而上一次雪假则要追溯到那之前36年的1978年。即使如此，密西根大学仍然是相似气候条件的学校中最不愿意放雪假的学校之一。
- 密西根大学的学生几乎都会注意到，在夏皮罗图书馆的门口，每天都会有一个衣着邋遢的街头艺术家在吹口琴，并且用手中的搓衣板打拍子。很多人认为他就是一个一般的流浪艺术家，把密西根大学的校园当成了自己的据点。实际上，这个人是密西根大学的一个教授，教生物化学课。
- 密西根大学校内流传最广的传说是对角广场地面上的那个M标志，在入学后第一次期末考试之前是不可以踩上去的，否则那一次考试会发挥不好，因为那个M标志是密西根大学的守护神的神坛，学生是不可以亵渎神的。因此大多数学生在路过对角广场时都会绕开那个标志。当然，传说中如果不小心踩到了M标志也有补救方法：在当天凌晨，伯顿纪念塔的12声钟响起时，从自然历史博物馆门口的美洲狮雕塑开始，跑到伯顿纪念塔的背后，再跑回博物馆门口（来回大约700米）。如果能在12下钟声结束前完成这个折返，守护神就会原谅你的过失。
- 密西根大学的另一个传说是如果恋爱的学生于午夜12点在南大学街的工程拱门（即West Hall的那道门，连接Diag和EQ，上世纪初West Hall为工程院的大楼）下方亲吻，他们的爱情就会得到美好的结果。虽然很少有人在午夜看到有学生在那座拱门下方亲吻，但是根据很多结婚的老校友的证实，拱门一吻确实帮助他们得到美好而浪漫的结果。
- 希尔社区（MOJO一带）经常有乌鸦出现，而附近就是一个公墓。关于这群乌鸦，密西根大学的传说是：1967年的一场化学考试后，一群考砸了的学生喝醉了酒，结队从对角广场跑向了希尔社区，从此再也没人见过他们。随后，希尔社区附近的公墓里就多了这么一群乌鸦。有学生相信，在晚上会听到抱怨的声音：“要是我们去的是密西根州立大学该多好！”
- 柏丝丽厅是修筑在一个废弃的精神病院上方。而曾经的精神病院有一个秘密的地下通道，通往重症区。工程院的学生相信，如果谁能找到这个秘密的地下通道，他就可以拿到4.0的GPA。当然，如果此人来自俄亥俄，他就会被困住。

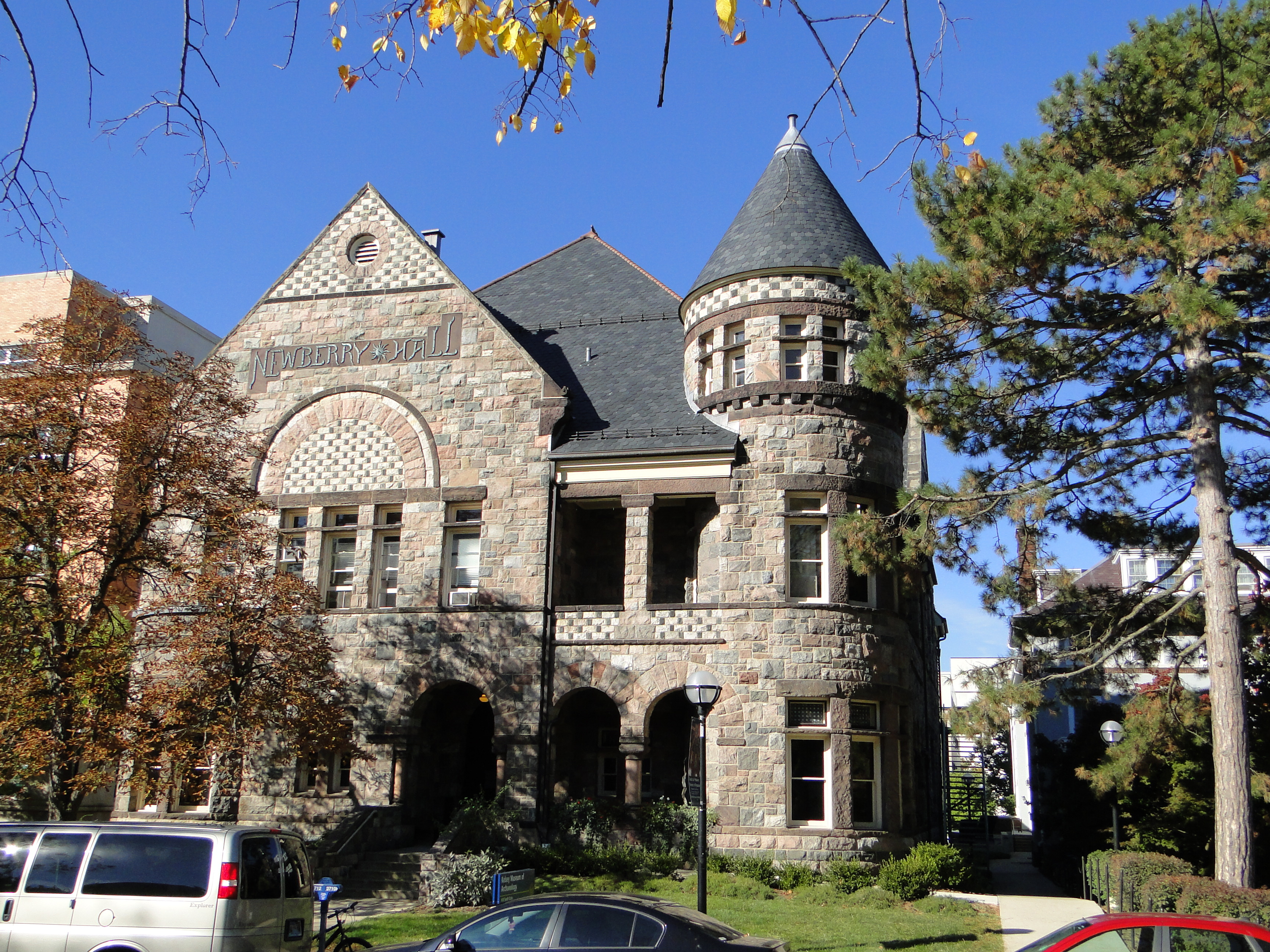
基尔希考古博物馆

- 基尔希考古博物馆在密西根联合楼、西跨院和文理学院主楼之间的小广场上，有一个前卫艺术雕像：旋转立方体。密西根大学传说每天清晨，密西根大学的校长都要来到这里，转动这个立方体，这样学校在一天里就不会停电。
- 密西根大学地球和环境科学系的大楼是CCLittle。然而自从1925年修建直到1990年左右，它都是学校的医学院大楼。在1950年代，人体解剖是被密西根法律所禁止的。然而密西根大学的教授们认为研究解剖是造福大众的事情，因此在CCLittle的4楼进行秘密的解剖研究。1990年以后，医学院搬往了休伦河边的新楼，而CCLittle被地质系和地理系占领，其中地理系分到了4楼。在交接过程中，地理系在4楼发现了30多具实验用的遗体。据说这些遗体是修建西厅（West Hall）的时候从地下的墓地里挖出来的。从那以后，4楼就经常发生不可思议的事情，因此地理系不得不重新翻修了这栋建筑，可是最终也难逃厄运：地理系在2003年送走最后一个毕业生后，宣告解散。直到现在，除了新兴的环境资源学院有开设GIS和空间分析的辅修课程以外，地理系再也没有被恢复。
- 密西根大学狼獾队在1879年前往芝加哥客战芝加哥大学褐红色队的过程中，在印第安纳州的南本德休息了一下午。狼獾的美式足球队员们在那里教会了圣母大学的学生怎么玩美式足球。后来圣母大学爱尔兰战士队成为了密西根大学最大的死敌之一。
- 密西根大学自然历史博物馆门前有两尊美洲狮雕像。传说中每年11月底或12月初，当密西根大学狼獾队即将对垒死敌俄亥俄州立大学七叶树队的前一天夜里，这两只美洲狮会发出铜钟般的吼叫。另外，当一位处女从学校毕业时，狮子也会吼叫。
- 密西根大学的学生间广泛流传着一个说法：密西根大学的校旗被执行过阿波罗计划的校友詹姆斯·艾尔文和阿尔弗莱德·沃尔登插在了月球表面上。传说这面旗帜是在1971年由阿波罗15号飞船带上月球的。
- 美国半数以上的大学都拥有自己的吉祥物，例如密西根州立大学的名叫斯巴梯的斯巴达人，佛罗里达大学的名叫亚伯托的短吻鳄，弗吉尼亚理工大学的名叫霍奇鸟的火鸡，阿肯色大学的名叫塔斯克的红背野猪等等。他们大多数是由啦啦队长穿着皮套扮演的。然而众所周知的是密西根大学并没有真实意义上的吉祥物，只有“狼獾”这么一个仅限于平面图标的图腾。其实在1920年代，密西根大学也是有吉祥物的，而且是真实的两只狼獾（貂熊），分别名叫毕夫和本尼。在球队比赛之前或重大活动之际，密西根大学的学生就会把装着这两只狼獾的铁笼抬出来游行。时任密西根大学狼獾队主教练的菲尔丁·约斯特认为这样把狼獾关在笼子里游街示众似乎不太友善，也不太尊重学校的吉祥物，因此在1920年以后，这项活动就取消了。毕夫和本尼被放回了密西根大学的动物园（现已拆除）里安度余生。从那以后密西根大学就没有了吉祥物，只剩下狼獾的平面标志。
- 密西根大学的校园里有很多松鼠。这些松鼠平时十分友好，路人可以给它们喂食。但是遇到极其聪明的人的喂它们的时候，它们会冲上去咬上一口。据统计，俄亥俄州立大学前来喂食的学生从来没有被咬过。
- 在新生培训周，高年级的学生会带领新生走过中校区的一处喷泉，让新生面向对角广场的方向（从北向南）穿过泉水，让衣服被淋湿。而在毕业的那一天，毕业生会背朝对角广场的方向（从南向北）穿过泉水，再次淋湿自己。这样做是为了净化灵魂，让自己永远对学校心怀感激。在1950年代以前，洗礼是在校园东北部山坡下的一个叫做猫洞（at Hole的）天然池塘里进行，后来为了扩建学校，C猫洞填平，地点才改为了中校区的喷泉[42][43][44]。

## 交通
密西根大學所在城市安娜堡處於北美居住人口最多的五大湖地區，鄰近大城市有底特律、芝加哥及加拿大多倫多，屬於五大湖区城市群及底特律大都會區，經過45分鐘車程可達底特律、3小時至克利夫兰、約4小時至芝加哥、約4個半小時至加拿大多倫多。主要的交通線路和設施有：
- 底特律都會韋恩縣機場，密西根州最大的機場，該機場是美國最現代化的機場之一
- 安娜堡市立机场（英语：Ann Arbor Municipal Airport），位於安娜堡西南的機場，有國內航線通往各個城市
- 安娜堡火車站，連接美鐵狼獾號，前身是密西根中央铁路公司，東至底特律，西達芝加哥
- 94号州际公路，通往底特律都會機場、底特律（往东），或芝加哥、密尔沃基、明尼阿波利斯直到蒙大拿州（往西）
- 23号美國國道公路，通往弗林特、密西根上半岛（往北），或通往托雷多、辛辛那提、亚特兰大及杰克逊维尔（往南），並可接上75號州際公路通往加拿大或邁阿密
- 14號密西根州道公路，通往普利茅斯，並銜接94號州際公路、23號美國國道公路、96號州際公路、275號州際公路等公路系統
- 美鐵巴士，可乘坐美鐵巴士至托萊多換乘其他美鐵線路前往紐約、波士頓、匹茲堡或華盛頓
- 灰狗巴士，連接美國國內和密西根州內各大城市
- MichiganFlyer，連接蘭辛-安娜堡-底特律都會機場的接駁巴士

## 知名校友

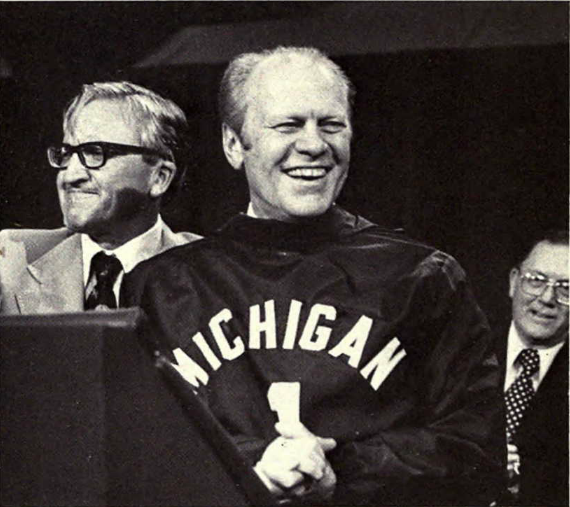
美国第38任总统杰拉德·福特

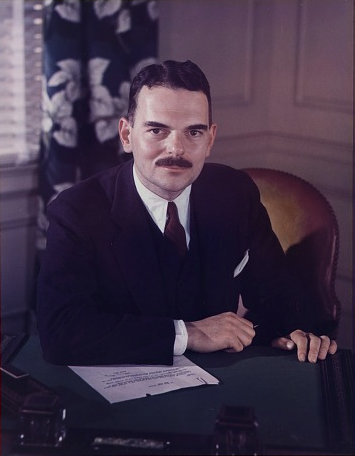
美国总统共和党候选人、纽约州第47任州长托马斯·杜威

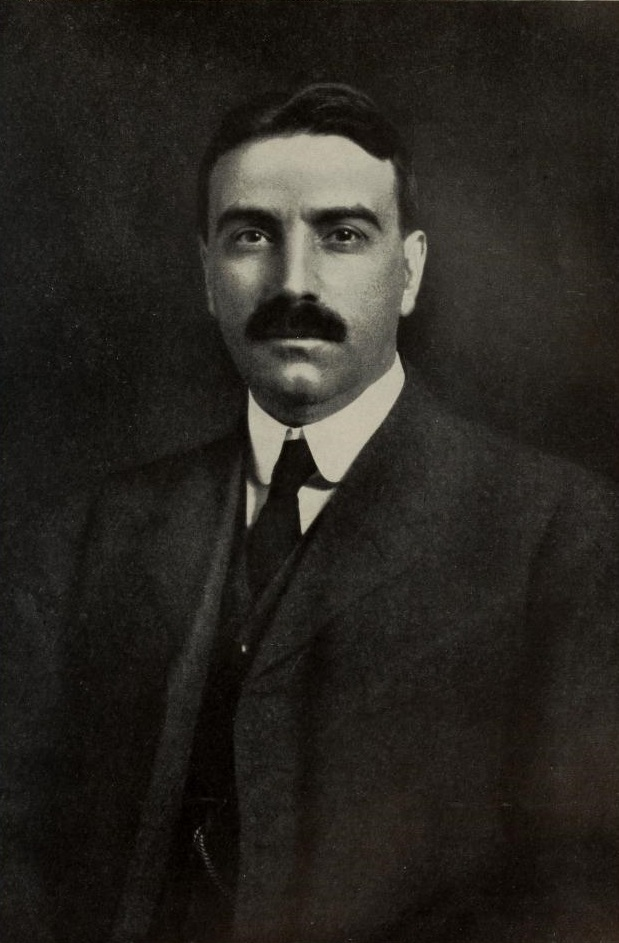
哈佛商學院創院院長埃德温·弗朗西斯·盖伊

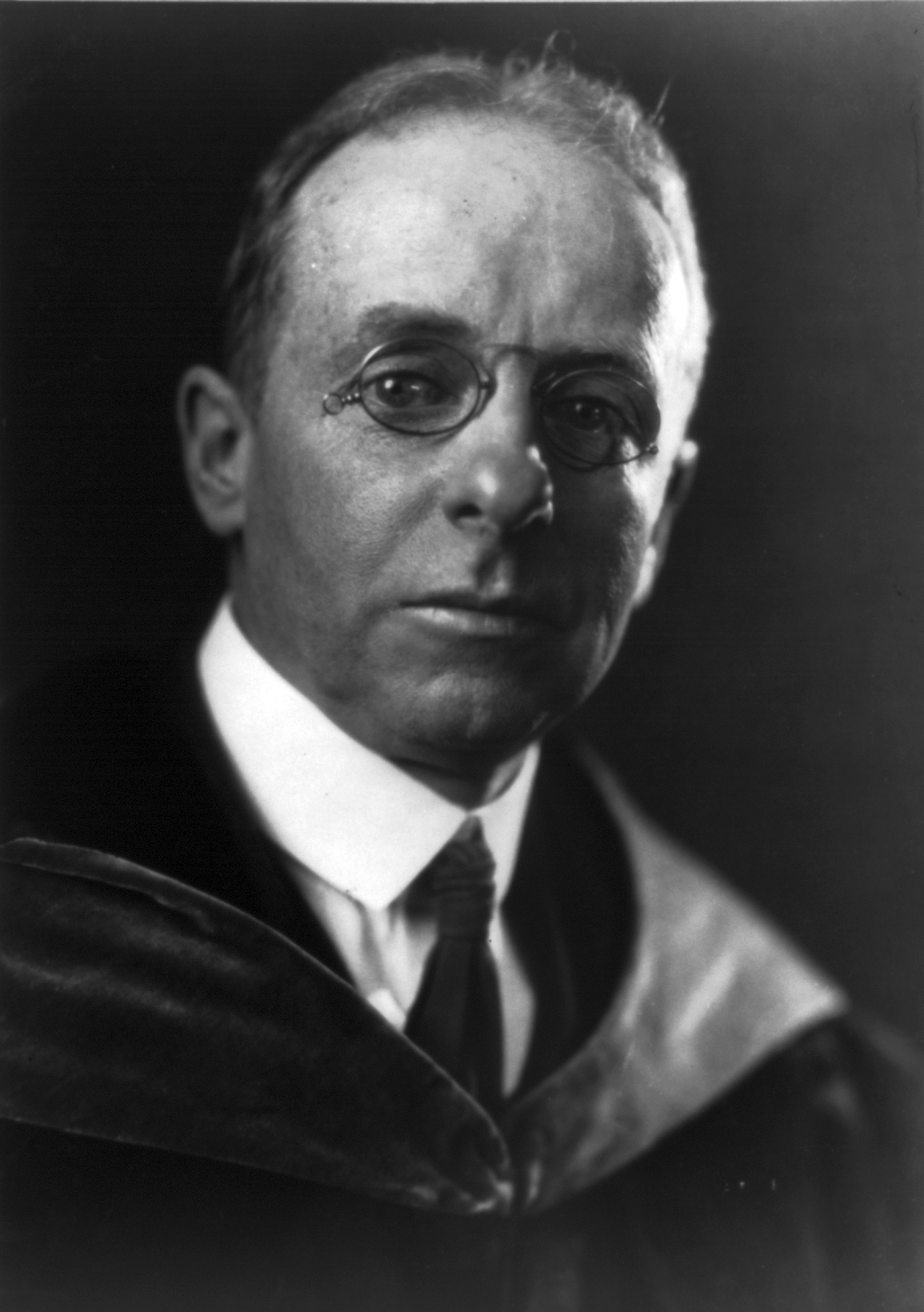
耶鲁大学前校长詹姆斯·罗兰·安吉尔

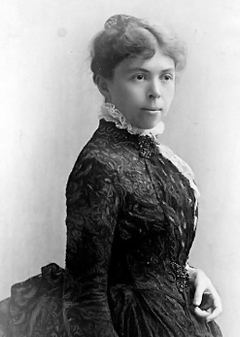
威爾斯利學院前校长爱丽丝弗里曼帕尔默

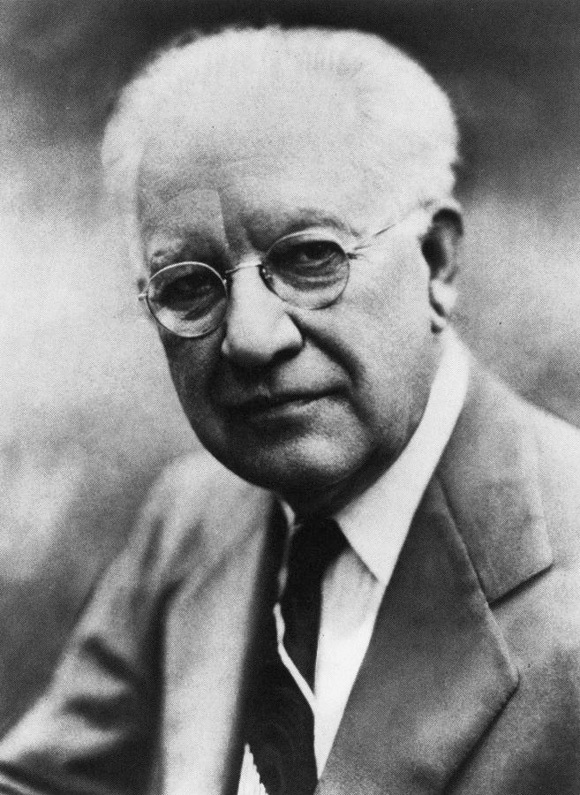
美國社會學家羅伯特·艾茲拉·帕克

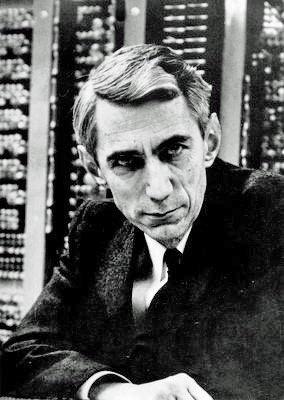
美國數學家克勞德·夏農

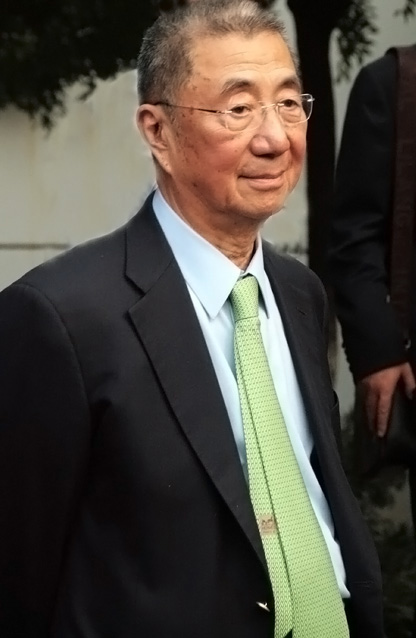
美籍华裔物理学家丁肇中

### 政治
- 杰拉德·福特：美国第38任总统
- 兰贝托·迪尼：意大利前总理
- 艾哈迈德·沙菲克：埃及前总理
- 阿里夫·乌雷曼·艾维：巴基斯坦总统。
- 阿卜杜拉·恩蘇爾：约旦前总理
- 托马斯·杜威﹕美国纽约州第47任州长，曾两度作为共和党候选人参选美国总统败选。
- 威爾伯·M·布魯克：美国密西根州第32任州长
- 威廉·康斯托克：美国密西根州第33任州长
- 朱利葉斯·斯特林·莫頓：美國農業部長，內布拉斯加植樹節創辦者
- 默里·範·瓦格納：美国密西根州第38任州长
- 金·西格勒：美国密西根州第40任州长
- G·門嫩·威廉姆斯：美国密西根州第41任州长
- 里克·斯奈德：美国密西根州第48任州长
- 邁克·杜根﹕美国密西根州底特律市市長
- 亨利·T·哈扎德﹕美国加州洛杉矶市第20任市長
- 彭明敏：中國研究中心研究員，1996曾参选中华民国总统。
- 陈文成：台湾民主斗士，疑似遭中华民国政府谋杀。
- 李侃如：美国国安会亚洲事务主任
- 王正廷：中国外交家
- 杨志良：曾任中华民国行政院衛生署署長
- 宋余侠：中华民国研考会主委
- 唐英年：前香港政务司司长
- 李鹏飞：香港自由党创党主席、时事评论员
- 朱敬一：台湾经济学家，中央研究院副院长
- 何志钦：曾任中华民国财政部部长
- 萧代基：中华经济研究院院长
- 榊原英资：日本大藏省官員，有日元先生之名。
- 颜庆章：曾任中华民国财政部部长
- 孟昭文：美國首位台裔女眾議員
- 徐永明：時代力量第4任党主席，前中华民国立法委员
- 劳尔·魏尔伦堡：瑞士外交家，二战中帮助匈牙利的犹太人逃离纳粹控制区

### 法律
- 弗兰克·墨菲：美国前司法部长、美国最高法院大法官、美国密西根州第35任州长

### 數學和科学
- 克劳德·香农：数学家，数位电路之父
- 詹姆斯·穆克勒斯：数学家，《拓扑学》的作者
- 肯尼斯·伊拉·奥佩尔：数学家，解决了四色猜想
- 亚瑟·伯克斯：埃尼亚克数值积分计算机的发明者
- 凯利·约翰逊：洛克希德·马丁公司的臭鼬工厂第一代主持人
- 朱光亚：中国两弹一星元勋、中国工程院首任院长
- 任新民：中国两弹一星元勋
- 罗伯特·卡里奥：万维网发明人之一
- 吴大猷：中華民國物理學家，曾任中央研究院院長
- 朱敬一：曾任中央研究院副院長、经济研究院董事長
- 张存浩：化学家，中国国家自然科学基金委员会主任
- 邓端理：台湾科学家，曾任职国际商业机器、工业技术研究院
- 刘说安：台灣科學家，現任國立中央大學太空及遙測研究中心主任
- 张有学：地球化学家，著有《化学地质》，入选20世纪科学界名人录
- 亨利·斯库尔克拉夫特：美国地质学家、人类学家、地理学家
- 罗伯特·阿特金斯：医药学家，阿特金斯食谱的创始人
- 克劳迪娅·亚历山大：NASA伽利略木星计划的指挥官和负责人
- 约瑟夫·弗朗西斯·谢：阿波罗计划负责人
- 罗伯特·福尔曼：著名工程师，北极星导弹和波塞冬导弹研发组的核心成员
- 约翰·卡西曼：波音公司的试飞员，是世界上第一个驾驶波音777飞行的人
- 伊丽莎白·穆雷尔·格里高利·麦吉尔：世界上第一位女性飞机制造师
- 亨利·波拉克：著名地球科学家
- 雷蒙德·皮尔：老年生物学的奠基人
- 阿明·罗忆诗纳：天文学家，在判定彗星轨道的方法上做出了重要贡献
- 詹姆斯·艾尔文：阿波罗12号和阿波罗15号宇航员，第一位在月球上驾驶月球车的人类
- 大卫·斯科特：阿波罗计划宇航员，参与了阿波罗8号、阿波罗9号和阿波罗15号任务
- 阿尔弗莱德·沃尔登：阿波罗15号的轨道舱驾驶员
- 爱德华·怀特：NASA宇航员，第一个太空行走的美国人，在阿波罗计划中牺牲
- 孙晓波：汽车及发动机专家，卡特彼勒中国研发董事长，华晨汽车集团前副总裁、首席技术官
- 道格拉斯·霍顿：地质学家、美国“铜矿之父”
- 约翰·布朗：施乐公司首席科学家
- 李·贾尔斯：CiteSeer的创始人
- 葉丙成：幫你優共同創辦人、Pagamo Taiwan 創辦人
- 杨庆堃：美國社會學家
- 黄仁宇：歷史學家
- 托马斯·哈克尔·韦勒：病毒学家，1954年获诺贝尔生理学或医学奖
- 马歇尔·沃伦·尼伦伯格：生物化学家与遗传学家,1968年获诺贝尔生理学或医学奖
- 丁肇中：物理学家，1976年获诺贝尔物理学奖
- 杰尔姆·卡尔：物理化学家，1985年获诺贝尔化学奖
- 斯坦利·科恩：生物化学家，1986年获诺贝尔生理学或医学奖
- 理查德·斯莫利：化学家，1996年获诺贝尔化学奖
- 休·波利策：物理学家，2004年获诺贝尔物理学奖
- 罗伯特·席勒：经济学家，新兴凯恩斯学派成员之一，2013年获诺贝尔经济学奖
- 保羅·米爾格龍：经济学家，2020年諾貝爾經濟學獎得主
- 吳宗信：火箭科學家，現任國家太空中心主任

### 高等教育
- 查尔斯·韦斯特：麻省理工学院前校长
- 西奥菲勒斯·阿伯特：密西根州立大学前校长
- 查尔斯·亚当斯：康奈尔大学前校长、威斯康星大学前校长
- 艾德加多·俺家那：菲律宾大学前校长
- 詹姆斯·安吉尔：耶鲁大学前校长
- 斯科拉顿·布鲁克斯：密苏里大学前校长、俄克拉荷马大学前校长
- 威廉·坎普贝尔：加州大学系统前校长
- 强尼·克莱顿：曼荷莲学院校长
- 托马斯·哈斯：明谷州立大学校长
- 陆道逵：马里兰大学校长
- 阿兰·吉尔摩尔：韦恩州立大学校长
- 约翰·迪比亚基奥：康涅狄格大学前校长、密西根州立大学前校长、塔夫茨大学前校长
- 卡罗尔·文森特·纽宋：纽约大学前校长
- 李恩良：教育家、工程师，浙江大学前副校长、浙江工业大学前校长
- 邓启福：台湾电信学者，国立交通大学前校长
- 本杰明·克拉夫：杨百翰大学的第一任校长
- 史維：香港科技大學的校长
- 戴昌賢：屏東科技大學校长

### 商業
- 埃德加·戈特：波音公司创办人之一，該公司第一任總裁
- 查理·芒格﹕现任波克夏·哈萨威公司副董事长
- 拉里·佩奇：谷歌创办人之一
- 吉姆·巴克馬斯特：克雷格列表（Craigslist）行政總裁
- 迪克·考斯特罗：推特（Twitter）的CEO，也是Google FeedBurner的创始人
- 托尼·法戴尔：iPod之父
- 查尔斯·美林：美林证券创始人
- 王中军：华谊兄弟创始人，董事长
- 威廉·大卫森：玻璃制造商，底特律活塞队、坦帕湾闪电队老板
- 亚瑟·维尔斯：原芝加哥公牛队老板、底特律奥体中心拥有者
- Temel Kotil：土耳其航空行政總裁
- 刘炽平：腾讯执行董事、总裁
- 希德·梅尔：电子游戏之父
- 尼古拉斯·曾斯特姆：Skype的发明人

### 文学、音乐和戏剧
- 麦当娜：美国流行歌手、演员
- 迈克·华莱士：美国记者
- 張小虹：台灣作家
- 林昭亮：小提琴家
- 格雷格·瑞安：美国女足国家队前任教练
- 黄东汉：指挥家
- 刘玉玲：好莱坞著名华裔女演员
- 乔·达欣：法国歌手
- 杰克·叶伦：作曲家
- 沈佳音：钢琴家
- 张钧量：马林巴琴音乐家、作曲家
- 史蒂夫·汉密尔顿：作家，《血色天空》的作者，两次获得艾伦坡奖
- 苏珊·奥尔良：作家，《兰花贼》的作者
- 贝蒂·史密斯：作家，《常青树》（布鲁克林有棵树）的作者
- 拉里·埃德尔：著名电视节目主持人
- 阿兰·戈麦斯：USA Today的著名记者
- 大卫·舒斯特尔：著名电视节目主持人，为福克斯和CNN工作
- 詹姆斯·拜尔德：建筑家，指导了林肯纪念堂的修建
- 约翰·布莱利：剧作家，《圣雄甘地》的作者，奥斯卡奖得主
- 瓦伦汀·戴维斯：剧作家，《34街的奇迹》的作者，奥斯卡奖得主
- 加里·吉尔伯特：奥斯卡奖得主
- 约翰·尼尔森：电影制作者，凭借《角斗士》获得奥斯卡最佳特效奖
- 约翰·伊尔戈：著名电影录音师，奥斯卡奖和格莱美奖得主
- 克里斯·巴特盖特：美国著名的印第安民谣歌手
- 杰伊·格尔尼：电影音乐作曲家
- 乔治·福莱恩：美国乡村摇滚乐团指挥官科迪的创始人
- 麦克·凯利：美国当代艺术家
- 尼亚加拉：朋克音乐歌手、画家
- 伊麗莎白·柯斯托娃：小说作家，代表作为《历史学家》
- 馮德倫：香港演员、导演及歌手
- 丁子田：2018香港小姐季軍

### 宗教
- 约翰·卜吉思：第一位成为圣公会教主教的黑人

### 体育
密西根大学的校友在奥运会上也有不错的成绩。在除了第一届奥运会以外的每一届夏季奥运会里，都有密西根大学的校友参赛，并且大多数奥运会上都有校友夺得金牌。截止到北京奥运会，密西根大学的校友一共夺得了135块奥运会奖牌，包括65枚金牌，32枚银牌和38枚铜牌。在北京奥运会上获得历史个人金牌最多（8枚）的游泳运动员迈克尔·菲尔普斯即是该校08届毕业生。NFL史上最佳四分卫之一的汤姆·布雷迪成名于密西根大学。篮球历史上著名的密西根五虎也来自于密西根大学。NCAA历史上最优秀的教练之一薄·辛巴克勒也是在密西根大学完成了他超高的获胜率记录的。
- 汤姆·布雷迪：美式足球运动员，效力于新英格兰爱国者队，NFL著名四分卫，唯一一位6次夺得超级碗冠军的球员
- 薄·辛巴克勒：著名NCAA美式足球教练
- 克里斯·韦伯：篮球运动员，篮球历史上的著名五人组密西根五虎之一，曾效力于金州勇士、萨克拉门托国王、费城76人和底特律活塞等球队
- 朱万·霍华德：篮球运动员，密西根五虎之一，曾先后效力于华盛顿子弹、迈阿密热火、奥兰多魔术、休斯顿火箭等队
- 贾伦·罗斯：篮球运动员，密西根五虎之一，先后效力于丹佛掘金、印第安纳步行者、芝加哥公牛、多伦多猛龙等球队，2019–20 確定回到母校密西根大學執教
- 吉米·金：篮球运动员，密西根五虎之一，曾在多伦多猛龙效力
- 劳埃德·卡尔：著名美式足球教练
- 贾斯汀·梅尔：伊拉克足球运动员，代表国家队出战五次
- 菲尔丁·约斯特：著名美式足球教练
- 吉姆·哈保尔：著名美式足球教练，曾执教斯坦福大学和圣迭戈大学，并将旧金山49人带入超级碗
- 阿兰·卢登堡：美国职业足球大联盟的创始人
- 科菲·奥巴尔：加纳籍足球运动员，司职后卫，曾先后效力洛杉矶银河和华盛顿联队
- 卢克·考尔森：英格兰足球运动员，效力于加迪夫城队
- 诺克斯·卡梅隆：足球运动员，司职前锋，先后效力于哥伦布机员、密西根雄鹿和底特律城队，曾代表美国青年队参加过世青赛
- 何詩蓓：香港女子游泳運動員，东京奥运会女子100米自由泳与200米自由泳两面银牌得主
- 玛吉·麦克尼尔：加拿大女子游泳运动员，东京奥运会女子100米蝶泳金牌得主

## 知名教職人員
- 安德鲁·迪克森·怀特：美国外交家、康奈尔大学共同创始人
- 沃尔夫冈·泡利：物理学家，提出了包立不相容原理，1945年获诺贝尔物理学奖
- 唐纳德·格拉泽：物理学家，1960年获诺贝尔物理学奖
- 查尔斯·汤斯：物理学家、教育家，1964年获诺贝尔物理学奖
- 查理·哈金斯：医学家与生理学家，1966年获诺贝尔生理学或医学奖
- 裴顿·劳斯：生物学家，1966年获诺贝尔生理学或医学奖
- 汉米·史密斯：微生物学家，1978年获诺贝尔生理学或医学奖
- 切斯瓦夫·米沃什：文学家和外交家，1980年获诺贝尔文学奖
- 劳伦斯·克莱因：经济学家，1980年获诺贝尔经济学奖
- 约瑟·布罗茨基，诗人，1987年获诺贝尔文学奖
- 诺曼·拉姆塞：物理学家，1989年获诺贝尔物理学奖
- 马丁·佩尔：物理学家，1995年获诺贝尔物理学奖
- 里奥尼德·赫维克兹：经济学家，2007年获诺贝尔经济学奖
- 卡尔·威曼：物理学家，2001年获诺贝尔物理学奖
- 热拉尔·穆鲁：物理學家。2018年获諾貝爾物理學獎